# Dysphania numanaria
Dysphania numanaria là một loài bướm đêm trong họ Geometridae.